# Tenuelamellarea hawaiiensis
Tenuelamellarea hawaiiensis är en kvalsterart som beskrevs av P. Balogh 1985. Tenuelamellarea hawaiiensis ingår i släktet Tenuelamellarea och familjen Lamellareidae. Inga underarter finns listade i Catalogue of Life.